# Gobernadores bonaerenses en ejercicio del Poder Ejecutivo Nacional
Los gobernadores bonaerenses en ejercicio del Poder Ejecutivo Nacional comenzó con el fin del Directorio, y la disolución del Congreso, y luego del rechazo de la Constitución de 1819, el país vivió un período caótico en el cual los gobernadores se alternaban en períodos de paz y guerra. El Cabildo perdía poder y las provincias se organizaron en Estados republicanos independientes, aunque reconociendo nominalmente un vínculo nacional. 
Tras la caída del gobierno central, derrotado por los caudillos federales en la primera batalla de Cepeda, las provincias de Buenos Aires, Santa Fe, Entre Ríos y Corrientes sellaron una serie de pactos (Tratado del Pilar, Tratado de Benegas y el Tratado del Cuadrilátero), que establecieron la unidad nacional y la forma federativa de gobierno. Poco a poco todas las provincias adhirieron a esos tratados, que preveían la realización de un Congreso Constituyente, el cual finalmente se reunirá en 1824. Mientras tanto, entre 1820 y 1824, la Argentina careció de un gobierno nacional, rol que fue ocupado de facto por el gobierno de la provincia de Buenos Aires. Esta situación fue legalizada por la Ley Fundamental, dictada por el Congreso, que delegaba en el gobierno de Buenos Aires las relaciones exteriores del país.
Ante el inicio de la guerra con el Brasil, el Congreso juzgó necesario la creación de un poder ejecutivo nacional para llevar adelante el esfuerzo bélico. El 6 de febrero de 1826 el Congreso General Constituyente de las Provincias Unidas del Río de la Plata sancionó la ley de Presidencia creando el Poder Ejecutivo Nacional. Bernardino Rivadavia asumió ese cargo el 8 de febrero. 
Tras el rechazo de las provincias a la constitución de 1826, el Congreso restableció la vigencia de la Ley Fundamental y convocó a una Convención para la reforma de la constitución, tras lo cual se declaró disuelto.

## Gobernadores de Buenos Aires encargados de nombrar ministros de Relaciones Exteriores rioplatenses
Luego de la Anarquía del Año XX a nivel nacional y de ocho sucesivos y efímeros gobiernos provinciales bonaerense, el noveno gobernador Martín Rodríguez nombró el 21 de julio de 1821 como ministro de Guerra y Marina a Francisco Fernández de la Cruz, de Hacienda a Manuel José García, y de Gobierno y Relaciones Exteriores a Bernardino Rivadavia, y con este último que adquirió una gran influencia comenzó un nuevo período que se llamaría Época de Rivadavia.
- 11 - 18 de febrero de 1820:	Matías Miguel de Irigoyen.
- 18 de febrero - 6 de marzo de 1820: Manuel de Sarratea (provisorio).
- 6 - 11 de marzo de 1820: Juan Ramón Balcarce (provisorio).
- 11 de marzo - 2 de mayo de 1820: Manuel de Sarratea.
- 2 de mayo - 20 de junio de 1820: Ildefonso Ramos Mexía.
- 20 - 23 de junio de 1820: el Cabildo de Buenos Aires (interino).
- 23 - 29 de junio de 1820: Miguel Estanislao Soler (provisorio).
- 29 de junio - 20 de septiembre de 1820: Manuel Dorrego (provisorio).
- 20 de septiembre de 1820 - 2 de abril de 1824: Martín Rodríguez.
- 2 de abril de 1824 - 7 de febrero de 1826: Juan Gregorio de Las Heras.

## Gobernadores de Buenos Aires en ejercicio del Poder Ejecutivo Nacional
Como resultado de la guerra civil entre unitarios y federales (1828-1831), las provincias de la Liga Federal (Buenos Aires, Santa Fe, Entre Ríos y Corrientes) firmaron, el 4 de enero de 1831, el Pacto Federal, que estableció una Comisión Representativa que se encargaría de las relaciones exteriores de la Confederación. Esta Comisión le delegó la dirección de los negocios exteriores al gobierno de Buenos Aires. Tras la derrota de los unitarios, el resto de las provincias adhirieron al Pacto, el cual funcionaría como virtual carta magna hasta la sanción de la constitución de 1853.
- 18 de agosto de 1827 - 1 de diciembre de 1828: Manuel Dorrego (PF), apresado por las tropas unitarias, fue fusilado sin juicio previo.
- 1 de diciembre de 1828 - 26 de junio de 1829: Juan Galo Lavalle (PU), gobernador de facto, entregó el poder tras su derrota militar.
- 26 de junio - 6 de diciembre de 1829: Juan José Viamonte, interino.
- 6 de diciembre de 1829 - 4 de enero de 1831: Juan Manuel de Rosas (PF).

## Gobernadores de Buenos Aires encargados de las Relaciones Exteriores de la Confederación Argentina
Durante los diecisiete años que duró su gobierno, Rosas estableció una fuerte influencia en las demás provincias, apoyando caudillos que respondieran a él. Esta situación se consolidó tras la muerte, en 1838, de Estanislao López (gobernador de Santa Fe y "patriarca de la federación") y del fracaso del bloqueo naval anglofrancés (1846-1848), el cual fuera apoyado por una insurrección unitaria. Así, a partir de 1850, el clima opresivo se distendió, lo que permitió que, el primero de mayo de 1851 el gobernador de Entre Ríos, Urquiza, aceptara la tradicional renuncia anual que Rosas hacía cada año del desempeño de las relaciones exteriores. Urquiza derrotó a Rosas el 3 de febrero de 1852 en la batalla de Caseros, derrota tras la cual Rosas renunció y dejó el país.
- 4 de enero de 1831 - 5 de diciembre de 1832: Juan Manuel de Rosas (PF).
- 5 de diciembre de 1832 - 4 de noviembre de 1833: Juan Ramón González Balcarce (PF).
- 4 de noviembre de 1833 - 27 de junio de 1834: Juan José Viamonte.
- 27 de junio de 1834 - 7 de marzo de 1835: Manuel Vicente Maza (PF).
- 7 de marzo de 1835 - 3 de febrero de 1852: Juan Manuel de Rosas (PF).
- 3 de febrero - 26 de julio de 1852: Vicente López y Planes.

## Gobernador de Entre Ríos y de Buenos Aires encargado de las Relaciones Exteriores de la confederación
- 26 de julio - 4 de septiembre de 1852: Justo José de Urquiza (PF), como gobernador entrerriano, y también desde el 26 de julio hasta el 4 de septiembre del mismo año, como gobernador de la provincia de Buenos Aires. Desde el 31 de mayo del corriente, los gobernadores de las provincias habían firmado el Acuerdo de San Nicolás que lo declarara como Director Provisorio de la Confederación Argentina hasta el 5 de marzo de 1854, además de convocar un Congreso General Constituyente que dictó la Constitución Nacional el 1 de mayo de 1853.

- Datos: Q5681581